# Tartareu
Tartareu es una pedanía o entidad de población del municipio de Les Avellanes y Santa Liña, en la comarca de la Noguera, situado a 592 m de altitud. Fue anexionado a Les Avellanes en 1857. El núcleo urbano está dominado por los restos del castillo de Tartareu, tomado a los musulmanes por el conde Armengol IV de Urgel en torno al año 1077.
El Club Ciclista Tartareu organiza cada año diversas pruebas de bicicleta de montaña; en 1999 se celebró aquí el campeonato de Cataluña. También es zona de escalada.
En la zona de encuentras restos de ocupación humana del periodo comprendido entre el neolítico y la Edad del Bronce.

## San Miguel de Tartareu

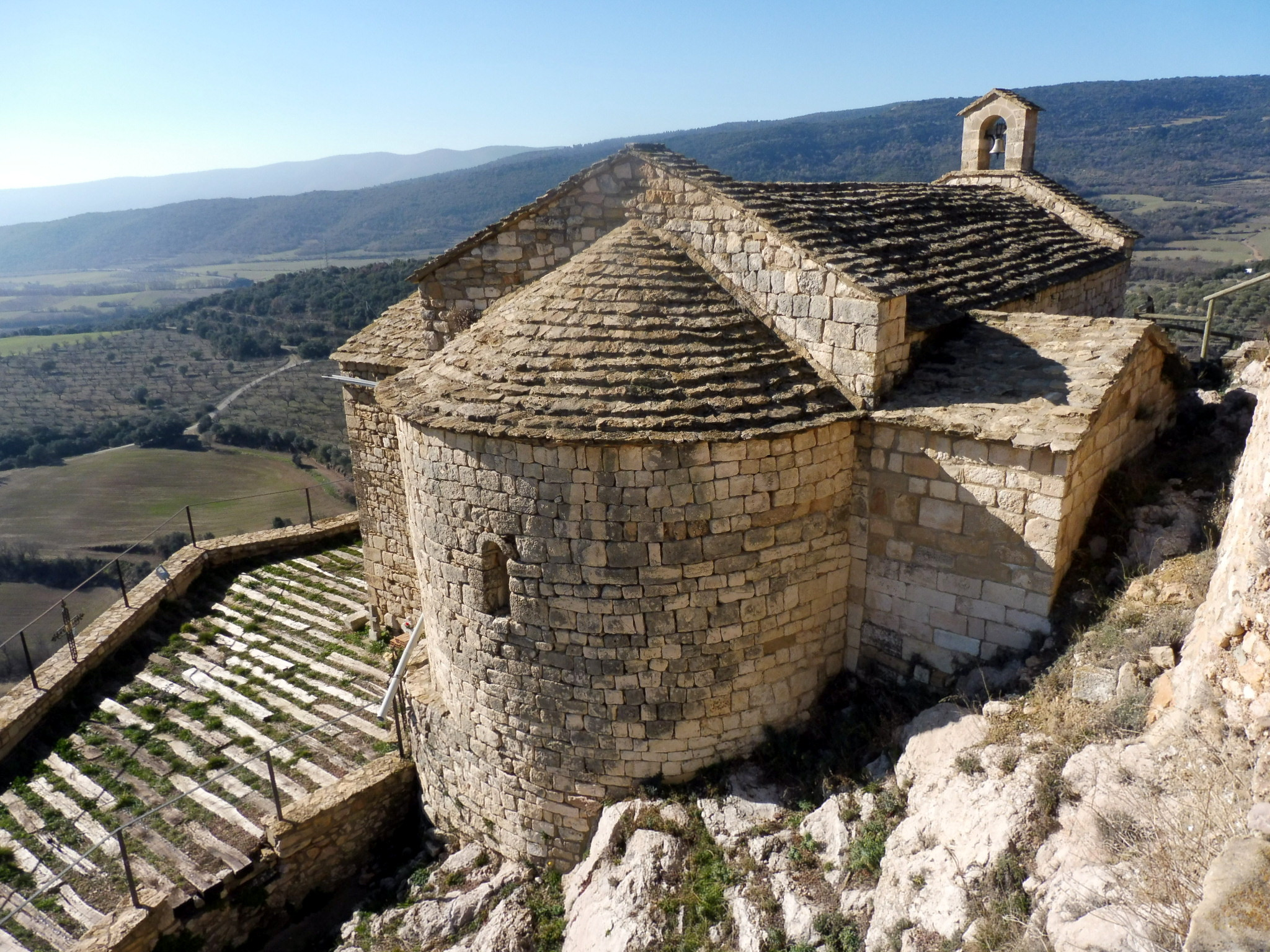
San Miguel de Tartareu

La antigua iglesia del pueblo de Tartareu, incluida en el inventario del Patrimonio Arquitectónico de Cataluña, de los siglos XI a XIII, se encuentra cerca de las ruinas del castillo y de los restos de otra iglesia, también románica. Es una iglesia de una sola nave con planta de cruz latina. Tiene un solo ábside, de planta semicircular, y una capilla a cada lado. El ábside presenta una ventana abocinada y arco de medio punto monolítico. El presbiterio está elevado. Se accede mediante una puerta con dovela en el lado sur.

## El castillo de Tartareu
Las ruinas del castillo se encuentran por encima de la iglesia, a 640 m. Es mencionado por primera vez en 1083, cuando el conde Armengol IV de Urgel dona la iglesia del castillo de Tartareu a los clérigos de Santa María de Solsona. El mismo año, dona el castillo a los clérigos de Santa María de la Seu, aunque el castillo sigue siendo un dominio de los condes de Urgel. En 1314 aparece como perteneciente al Vizcondado de Ager, y posteriormente pasó a manos del monasterio de Bellpuig.
El castillo se halla en la parte más alta de la loma que domina el pueblo de Tartareu, controla el paso del río Farfaña por un ramal de la supuesta vía romana que unía Balaguer con Áger.

## Yacimientos
El entorno de Tartareu es rico en yacimientos arqueológicos de distintas épocas, desde el paleolítico (Cova Gran de Santa Linya, ocupada desde el 50.000 al 3000 a. C., con importantes grabados y a la vez considerada una importante zona de escalada) al neolítico (Cova de Joan d’Os, a 859 m, con 114 m de recorrido) y la Edad del Bronce (Triapolls o Solans). En el centro de dinamización se encuentran los restos de un hadrosaurio de hace 165 millones de años, cuando la zona estaba bajo el mar.